# 전당시화
《전당시화》(全唐詩話)는 중국 남송 시대의 시화(詩話) 모음집이다. 전6권으로 내용은 《당시기사》(唐詩記事)와 거의 같고 《당시기사》에서 모두 1,132명의 시인을 서술한 것에 비해 《전당시화》는 330명만을 추려 분량이 줄었다.
권1 앞부분에는 황제와 궁궐 인물들의 기사가 소개되어 있고 이후 권5까지는 시대순으로 인물들이 배열되어 있는데, 보통 초당(初唐), 성당(盛唐), 중당(中唐), 만당(晩唐) 등으로 구분하는 당대 시풍의 변화 양상을 파악함에 있어 《전당시화》에는 그 흐름이 그대로 담겨져 있고, 덕분에 당대 시풍의 변화 양상을 일목요연하게 살필 수 있다. 권4의 '요곡(姚鵠)' 항목에는 ‘원결(原缺)’이란 기록만 있어, 관련 기사가 빠져 있다. 권6의 '승려 자란(僧子蘭)' 이하는 당대 승려 29인과 관련된 시화를 시대에 따라 차례대로 기록해 두었다. 권6의 '개원궁인(開元宮人)' 이하는 당대 여성과 관련된 기사를 모아둔 것이며, '불지명(不知名)' 항목에는 당대 9인과 관련된 기사 9건이 담겨있다.
《전당시화》의 원서(原序)에는 “나는 어려서부터 시벽(詩癖)이 있었다. 갑오년에 호곡 지방에서 제사를 받들었을 때 날마다 동료들과 더불어 사방의 승경지를 유람하며 풍경을 읊는데 오로지 마음을 두었으니 대개 당나라 사람들의 시를 많이 읊조렸다”라고 되어 있다. 저자에 대해서 《흠정속통지》(欽定續通志)나 《강남통지》(江南通志) 및 《당음계전》(唐音癸籤) 등에는 남송 시대의 진사였다는 우무(尤袤)가 편찬한 것으로 기록되어 있으며, 중국에서 발행된 《역대시화》(歷代詩話)에도 모두 우무라는 인물이 편찬한 것으로 되어 있다. 그런데 《사고전서총목제요》(四库全书总目提要)에는 우무가 소흥(紹興) 21년(1151년)에 진사가 되었고 광종(光宗) 연간(1189~1194)에 죽었다고 기록하면서, 원서에서 언급한 함순 연간(1265~1274)과는 맞지 않는다고 의문을 제기했다. 이어 그 문장이 계유공(計有功)의 《당시기사》와 유사하다고 하면서 주밀(周密)의 《제동야어》(齊東野語)에는 남송의 권신이었던 가사도(賈似道)의 저작 중 하나로 기록되어 있다고 했다. 또한 가사도는 문하에 있던 각서가(刻書家) 요영중(廖瑩中, ?~1275)의 손을 빌렸고 가사도와 요영중이 《당시기사》에서 뽑거나 베껴 이 책이 세상에 전하게 되었는데, 뒷날 사람들이 가사도의 간사함을 싫어했기에, 가사도가 자신의 이름 대신 우무의 이름을 썼다고 언급했다. 한국의 이규경(李圭景)도 《오주연문장전산고》(五洲衍文長箋散稿)의 역대시화변증설(歷代詩話辨證說)에서 이 설을 지지해 "송나라 가사도와 그의 문객인 요영중이 《전당시화》를 간행했다."고 언급하였다.
개인의 시풍이나 통시적으로 파악한 시풍에 대한 언급이 많고, 형식적으로는 세주를 활용한 기사를 대폭 수용하였다. 《당시기사》나 《전당시화》의 편찬 의도는 일차적으로 당대의 문학작품을 통해 당대의 사회상을 반추하자는 의도에서 비롯된 것이다. 이는 《시경》에서 말한 관풍(觀風)의 시 정신을 그대로 이어받은 것이며, 시풍의 변화 양상과 정치의 변화 양상이 동궤를 이룬다는 의식에서 출발한 것이다. 이러한 인식이 그대로 반영되어 《전당시화》에는 정치와 연관된, 즉 정치적 효용론과 관련된 기사가 적지 않다. 황제의 다스림과 관련된 언급 뿐 아니라 당대 관인들의 단편적인 시 작품과 그에 얽힌 일화에서 그들이 정치 일선에 나서게 된 기사를 소개하기도 하며, 낙빈왕(駱賓王)이 지은 《제경편》(帝京篇)의 한 구절인 '한 순간 바람 쳐서 날개가 돋았다가/잠깐 사이 물결 잃어 진흙 모래에 버려진다(倏忽搏風生羽翼, 須臾失浪委泥沙)라는 구절이 훗날 낙빈왕이 서경업(徐敬業)의 양주(揚州) 거병에 가담했다가 패하고 죽게 된다는 운명을 결정지은 시참(詩讖)이었다거나, 범터(范攄)의 아들이 지은 하일(夏日)이란 시에 "한가로운 구름이 일어도 비가 내리지 않고/병든 낙엽 떨어지니 가을이 아니네(閒雲生不雨, 病葉落非秋)”라 읊은 것을 두고 방간이 "애석하구나, 오래 살기 어렵겠구나."라 했는데 과연 그 말대로 범터의 아들은 열 살에 죽고 말았다는 등, 시라는 것이 단순한 개인의 정감을 읊는데 그치는 것이 아니라, 개인의 영달, 나아가 나라의 치란과 흥망까지도 담고 있으며 개인적 출세나 삶과 죽음마저도 그러한 단편적인 작품들과 결코 유리되어 있는 것이 아님을 강조하고 있다.

## 같이 보기
- 당시기사